# Meios de produção
Segundo a teoria marxista, meios de produção são os conjuntos formados por meios de trabalho e objetos de trabalho — ou tudo aquilo que medeia a relação entre o trabalho humano e a natureza, no processo de transformação da natureza em si.
- Os meios de trabalho incluem os instrumentos de produção: instalações prediais (fábricas, armazéns, silos etc), infraestrutura (abastecimento de água, fornecimento de energia, transportes, telecomunicações, máquinas, ferramentas, etc), no ambiente urbano das cidades (formadas pelo operariado), e terras e fazenda (que abrangem o trabalho do campo e o campesinato).
- Os objetos de trabalho são os elementos sobre os quais é aplicado o trabalho humano - recursos naturais (terra, matérias-primas).

Segundo a teoria marxista, a força de trabalho humana e os meios de produção constituem as forças produtivas, as quais, juntamente com as relações de produção (sociais e técnicas),  constituem o modo de produção - comunista primitivo, asiático, escravagista, feudal, capitalista ou socialista. A cada modo de produção corresponde uma estrutura social - ou seja, um modo de organização da sociedade - e um determinado padrão de relações entre os membros da sociedade. De acordo com a teoria marxista, ao modo de produção capitalista corresponde uma estrutura de classes, na qual a propriedade dos meios de produção determina a posição da burguesia como classe dominante.
Socialismo e Comunismo, tanto em sua teoria quanto na práxis de luta ou nas experiências históricas dos países ditos socialistas ou comunistas do século XX e depois, requerem a socialização e a comunização da propriedade privada dos meios de produção. A partir deste fundamento, dois apontamentos tornam-se importantes. O primeiro é o de que a socialização e a coletivização dos meios de produção não são estatização, porque, no marxismo, o Estado moderno também deve ser superado e perecer, por ser um produto do capital, embora a estatização possa ser um momento determinante do processo revolucionário. O segundo diz respeito à confusão frequente do termo propriedade privada: roupas e casas, por exemplo, não são meios de produção, são já consequência deles, e constituem o que o marxismo contemporâneo chama de propriedade pessoal.